# Консульская марка
Ко́нсульские ма́рки, или ма́рки ко́нсульской по́шлины, — вид фискальных марок для оплаты консульских пошлин при оформлении въездных и выездных документов. В России используются с 1913 года. Использовались и в качестве почтовых.

## Исторические факты
Для печатания казначейских знаков правительства А. Керенского (керенок) в 1917 году использовались, с небольшими доработками, клише консульских марок 10-рублевого достоинства.

## Выпуск посольства РСФСР в Германии
«Консульскими» марками называют также серию служебных авиапочтовых марок РСФСР 1922 года (ЦФА [АО «Марка»] #С1-ОС8; Yt #2—9).
В 1922 году, после образования паритетного русского-немецкого общества воздушных сообщений «Дерулюфт» (нем. Deutsche Russian Luftverkehr), была открыта первая в РСФСР международная воздушная линия — Москва — Кёнигсберг. Хотя самолёты общества доставляли только дипломатическую почту, его уставом была предусмотрена возможность пересылки и частной платной корреспонденции, оплачиваемой при отправке из Москвы советскими марками, а при отправке из Германии — немецкими.
В этот период в Берлине находился ряд представительств советских торговых и промышленных организаций, не обладавших, однако, дипломатическим статусом. Имея оживлённую переписку с Москвой, эти организации испытывали неудобство в связи с тем, что существовавший в Германии официальный порядок приёма почты в РСФСР с двухнедельным интервалом приводил к задержкам всё возрастающей служебной корреспонденции. С целью устранения этих задержек по инициативе советского представителя в Берлине Н. Крестинского было предложено отправлять почту советских представительств вместе с дипломатической корреспонденцией. Однако в отличие от дипломатической, почта торговых представительств должна была быть оплачена надлежащим образом с учётом действующих тарифов на авиапочту.
Для учёта этих платежей в июле 1922 года на запасе консульских марок Российской империи, имевшимся в посольстве РСФСР в Германии, была сделана типографская красная надпечатка новой принадлежности и номинальной стоимости. Серия включала марки восьми номиналов от 12 до 1200 немецких марок. Марки предполагалось использовать в качестве почтовых для франкировки служебной корреспонденции Народного комиссариата по иностранным делам РСФСР и других советских организаций, отправляемой воздушной почтой в Москву.

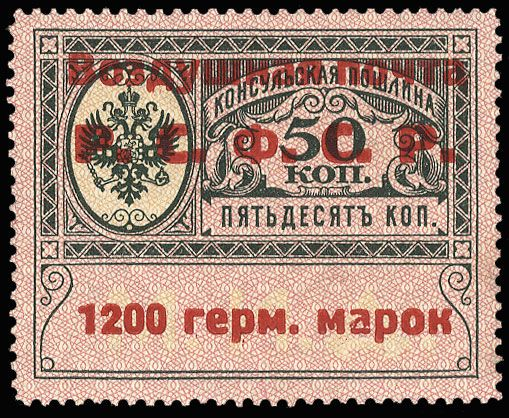
«Консульский полтинник», РСФСР, 1922

Так как этот выпуск был осуществлён без согласования с Наркомпочтелем РСФСР, инициатива дипломатического представительства не получила одобрения в Москве. Вскоре после прибытия в столицу первого авиарейса с почтой, был издан приказ об изъятии марок из обращения, а тираж был затребован в Москву.
Известны марки с фальшивыми надпечатками на подлинных марках, изготовленными в ущерб коллекционерам.

### «Консульский полтинник»
«Консульский полтинник» — филателистическое название одной из марок серии (ЦФА [АО «Марка»] #ОС6; Yt #7). Надпечатка красной краской текста «Воздушная почта Р. С. Ф. С. Р. 1200 герм. марок» была сделана на марке консульской пошлины номиналом в 50 копеек. Это одна из самых редких почтовых марок РСФСР, её ориентировочный тираж 50—75 экземпляров.